# Gens Sertòria
La gens Sertòria (en llatí Sertoria gens) va ser una gens romana, possiblement d'origen sabí. Passava relativament desapercebuda, excepte pel general romà Quint Sertori (123-72 aC), que va lluitar juntament amb Gai Mari i Luci Corneli Cinna, i posteriorment va crear un estat independent a Hispània durant la dictadura de Luci Corneli Sul·la.
Sertori va nàixer a Núrsia, on la seua família havia viscut durant generacions. El nom de la gens és un cognom patronímic, basat en el praenomen Sertor, que ja es considerava arcaic a Roma al voltant del segle i aC. Podria haver significat, qui protegeix o preserva. Tot i que Quint era un nom mol comú, els Sertorii estaven avesats a triar prenonímia arcaica i rara, tal com Pròcul.
Sertori va ser assassinat per Marc Perpenna, solucionant el problema i causant l'oblit una vegada més dels Sertorii.